# 学部
学部（がくぶ）とは、専攻する学問分野によって大別される、専攻領域に従った大学（大学院・大学院大学・短期大学を除く）および一部の専門学校における教育・研究上の組織区分であり構成単位。また、修士等の大学院レベルの課程に対して、学士レベルの課程を指すこともある。

## 概要
ヨーロッパにおける後期中世のほとんどの大学のモデルとなった中世のパリ大学には、神学部、法学部、医学部、学芸学部（arts）の4つの学部（仏: faculté）があった。全ての学生は高等学部とも知られていたその他の3学部の1つで教育を続けるために、まず学芸学部（教養学部）を卒業しなければならなかった。これら4学部を設置する特権は、通常大学に対する中世の免許状の一部であったが、全ての大学が実際にそうしていた訳ではない。
「学芸学部」(Faculty of Arts) は以下の7つのリベラル・アーツ（自由七科）からその名をとっている: 三学（文法、修辞学、論理学）および四科（幾何学、算術、天文学、音楽）。ドイツ、スカンジナビア、スラブおよびその他の大学におけるこの学部の名称は、しばしば哲学部（'faculty of philosophy'）と文字通り翻訳される。マギステル・アルツィウム（M.A.、ラテン語: Magister Artium、英: Master of Arts、文学修士）の学位はこの教養学部「Faculty of Arts」の名称に由来する。一方、ピロソピアエ・ドクトル（Ph.D.、ラテン語: Philosphiae Doctor、英: Doctor of Philosophy、哲学博士）はドイツの教育に起源があり、この学部のドイツ語名称に由来している。
これら日本語において学部と翻訳される日本国外の大学の教育研究組織は学士課程のみならず修士課程や博士課程などの大学院レベルの課程を含むことが多い。大学院レベルと対比して学部（学士）レベルの教育課程、教育研究組織を英語で指すときはUndergraduate (program, school, college) などという。現在では、学部組織と大学院の研究教育組織は必ずしも一致していない。かつては学部組織が主で、大学院及び研究組織は付属という関係であったが、大学院重点化大学においては立場が逆転している。教員もかつては学部に所属していたが、大学院重点後においては大学院に所属し、学部教員を兼務する形に改革されている。テレビに出演する多くの教授の所属名が、「○○大学教授」から「○○大学大学院教授」に変わったことからも分かる。重点化大学以外においても学部組織とは一致しない大学院・研究推進組織が設置される。
現代の大学における学部の数は大抵増加している。これは伝統四学部の細分化や、工学あるいは農学といった元々は職業専門学校内で発展した学術分野を大学に吸収していったことによる。一方で大学再編の波や研究分野の垣根が低くなったこと、学際研究の活発化、文理融合教育研究の推進などにより、学部統合の動きが出始めている。（→文理融合学部）

## 日本
日本の大学における学部（がくぶ）とは、学士号の取得を目的とした学士課程の教育が行われる機関である。学校教育法により、大学は学部の設置を義務付けられているが、学部を置かず学群などの学部に代わる組織を置くこともできる。日本では大学院の課程は研究科に属するものであって学部に属するものではないが、通俗的に○学研究科を○学部の大学院と言うことがある。大学院大学など現在は学部学生のいない大学、学部のない大学も設置可能である。

### 英語表記
- Faculty - 一般的な表記。ヨーロッパの影響による。
- (Undergraduate) School - アメリカ合衆国の影響により近年見られる名称。対応する大学院研究科と合わせてSchoolと表記する例が見られる。立教大学など。
- (Undergraduate) College - アメリカ合衆国の影響により近年見られる名称。また、東京大学教養学部・国際基督教大学教養学部などのリベラル・アーツ教育を標榜する学部（リベラル・アーツ・カレッジ）。

### 概要
1877年に東京開成学校と東京医学校を制度上統合して東京大学が成立した際、法学部、理学部、文学部、医学部の4つの部が置かれたのが、日本の近代教育における「学部」の始まりである。このとき校地が神田錦町（旧・東京開成学校）と本郷（旧・東京医学校）とに分かれたまま、その双方に綜理（総長に相当）が任じられる事実上2校の連合体であり、東京医学校が東京大学医学部となったのに対し、東京開成学校の言い換えとして「東京大学三学部」が使われるようになった。1881年になると組織の実質的統合がなされ、1人の総理（加藤弘之）のもとそれぞれの学部に部長が置かれる体制が確立する。
1886年第1次帝国大学令により、帝国大学は「卒業証書」（学士）が与えられる「分科大学」（学部に相当）と、「学位」が与えられる大学院から成ることが定められた。
「学部」という名称の法的起源は、1918年大学令と1919年第2次帝国大学令である。
1918年大学令により、専門学校が学位授与機関としての正規の大学（旧制大学）に昇格することが認められた。その際、大学令により「学部」を設置し文部大臣の認可を得た、「相当数の専任教員を置くこと」が条件とされた。また、1919年第2次帝国大学令により、分科大学は「学部」に改められた。
現在でも大学には、学部を置くことが常例とされ（学校教育法第85条本文）、学部には、学生と専任（常勤）の教員が同時に所属し（大学院の教員を兼務する者も含む）、専攻に基づく教育研究が行われる。また、各学部には、所属する専任教授により構成される「教授会」が置かれ、学部ごとに人事やカリキュラムなどについての意思決定が行われる。ただし現在は、筑波大学など学部ではなく学群・学域（金沢大学・大阪府立大学など）などを置いて学生と教員の組織が別である大学も認められている。また大学院大学(国立大学法人奈良先端科学技術大学院大学など）という学部が存在せず、学生がいない大学がいくつか認められている。
なお、高等教育を行う学校（学校教育法第1条に定める「学校」）と位置付けられている短期大学と高等専門学校では、学部を置かず、学科を置く。
学校教育法第84条86条において、大学は、通信による教育を行うことができると定められ、さらに夜間において授業を行う学部・通信による教育を行う学部も認められている。より具体的に、学校教育法施行規則において、二部授業を行うことができると定められており、これに基づき届出を行えば、二部を設置し二部制で授業を行う事が認められる。この学校教育法施行規則に基づき、大学設置基準第26条で、昼夜開講制が認められる。
学部には、下位区分として専攻分野ごとに学科が設けられ、学科ごとに学生および教員が所属する学科制が一般的である。しかし、学科の代わりに学生の履修上の区分に応じて組織される課程が設けられる課程制をとる学部もある。なお、学科や課程の下にさらにコースが置かれるコース制を敷くものもある。制度上は、（学科に対する）課程、（学科や課程の下の）コースに所属するのは、学生のみでも構わないものの、これらの「課程」「系」「コース」に教員が置かれることがある。京都大学法学部、関西学院大学神学部のように、学科を置いていない学部も稀に存在する。
各大学が学則で定める卒業要件を満たした者には、卒業資格が与えられる。「専攻分野」がそのまま「学部名」となっているため、通例、学部名を専攻分野名として付記した「学士（専攻分野）」の学位が、学位記（卒業証書と一体となっているものを含む）とともに大学から授与される。

### 日本に存在する学部の数
政府は、科学研究費補助金の管理のため、国内に存在するすべての学部に「3桁」の識別番号を割り振っている（研究科・大学付属研究所・付属病院など、専任の教員・常勤の研究者が在籍する大学の部局、全て含む）。この「部局表」により、国内に存在する全ての学部は、100番ごと、系統別に区切られ、3桁の整理番号が割り当てられる。よって、この部局表により、日本に存在する全ての学部が一覧できる。
- 例：〔教養学系〕教養学部002～、〔教育学系〕教育学部101～、〔人文学系〕文学部201～、 〔社会科学系〕社会学部301～、〔理学・工学系〕理学部401～、 〔農学系〕農学部501～、　〔医学・看護学系〕医学部601～、〔体育学・芸術学・生活学系〕体育学部701～ 。

002番の教養学部 ～ 720番の事業構想学部まで、日本に存在する「学部数」は、平成17年時点で200学部を超えている。

### 教養部
教養部は、学部1－2年次に配置される教養課程(一般教育)を担当する学内組織である。学部と同様に、教養部に所属する専任教授によって構成される「教授会」である『教養部教授会』が置かれる。ここで、教養部の教員採用からカリキュラムの作成まで、各種の意思決定が行われる。学部に準じた独立性と、意思決定の権限を有するため、学内外で学部とほぼ同等の扱いを受ける。上にあげた部局表では、国内に存在する全ての「学部」に3桁の番号が割り振られているが、一番はじめとなる「001番」は「教養部」である。
1994年以降、教養部を廃止する大学が増え、かわって学部が4年制（6年制）一貫教育を行うようになった。旧教養部が行ってきた教養教育は大幅に縮減され、共通教育科目・外国語科目・健康スポーツ科目などに改められた。一方で、専門教育の半年から1年程度の前倒しが行われるカリキュラム改正が相次いだ。
また、学部の入試問題は、各学部に所属する教員ではなく、教養部に所属する教員により作成されるケースが多く、学部入試問題の作成の任を負うという重要な役割を担ってきた。一方で教養部は作成せず文学部・理学部などの教員が関連する科目の作問・採点を作成していた大学もあった（大阪大学など）。
しかし、「90年代の教養部廃止により、入試問題の作成が困難となっている」との指摘が
、大学側からなされるなど、「大学改革」の名の下に進められた、『教養部の解体』による弊害が、近年になって顕在化している。現在は旧教養部担当教員と学部教員が関連する科目を協働で作問・採点を行っている大学が多い。
2022年現在、国立大学で教養部を設置しているのは東京医科歯科大学のみである。

### 教育課程
多くは単位制を導入しており、進級、卒業するためには規定の単位の取得が必要である。単位は主に規定の点数を下回った場合には認められない。規定の単位には文系の学部では卒業論文、理系の学部では卒業研究が含まれることが多い。
修業年限は4年で、最大8年を在籍できるとする大学が多いが医学、歯学、薬学、獣医学などを学ぶ学部の修業年限は6年で、この場合最長12年まで在籍できることが多い。つまり、最長修業年限を最短修業年限の2倍とする場合が多いのである。
こうした医学部、歯学部、薬学部、獣医学部に加え、法学部については、国家試験合格が事実上の資格審査であるとして、卒業論文を課さない大学も多い。代わりに医学部・歯学部では口頭試問などの卒業試験が行われることが多い。多くの大学の経済学部を中心に卒業論文が課されない(必須でない)学部も少なくない。また、美術学部、芸術学部の美術系学科、建築学部・建築学科などでは専攻により卒業論文に代えて卒業制作に、音楽学部、芸術学部の音楽系学科では卒業演奏や卒業制作（作曲）に置き換えられていることもある。
なお、修業年限が4年の場合は3年以上、修業年限が4年を超える学部の場合は3年以上で文部科学大臣の定める期間在学し、卒業の要件として定める単位を優秀な成績で修得したと認める場合は早期の卒業が認められている。（学校教育法第89条）
ただし、3年次から大学院修士課程へ飛び級により入学する場合は、通常大学を中途退学したという扱いになる。これは、修業年限は満たしていても単位などの卒業要件を満たしていない場合があるためである。

### 学生生活
大学や学部にもよるが、学部の1年次・2年次には、学問に共通の基礎的教養を学ぶ、いわゆる教養科目が多く配当される。3年次からは学部専門の領域を学ぶ、いわゆる専門科目で占められることが多いため、学習と研究に要する時間も多くなる。現在は教養部が廃止されたため、１年次から専門科目のうち基礎的な科目、入門的な科目が配当される。廃止前よりも１年程度前倒しで配当されている。一方で英語の科目などは３年時以降も配当されるところが増えている。

医学部、歯学部、薬学部、獣医学部といった医学系の学部では教育期間は6年間となる。1・2年次は教養科目、3・4年次は専門科目というのは基本的に他の学部と同じである（近年の医学知識増加に対応して、一部の大学では1年時から専門科目を学び始める）。5・6年次には臨床の場での経験によって、より専門的な知識を身に付けると同時に、6年次には資格を得るのに必要な国家試験の対策にも勤しむこととなる。
さらに医学部、歯学部では資格を得た後に研修医として研修が医師法・歯科医師法によって義務付けられている。

### 学部等と研究科等の関係
日本の学校教育法以下においては、学部（学部以外の教育研究上の基本となる組織を含む）と、研究科（研究科以外の教育研究上の基本となる組織を含む）の双方については、個別に扱っている。しかし、現実的には独立研究科を除き、一体に教育研究が行われている。
文部科学省への申請・届出上も、教員の本所属が学部（〔学系などの〕学部以外の教育研究上の基本となる組織を含む）と研究科（〔研究部などの〕研究科以外の教育研究上の基本となる組織を含む）どちらであるのかというのも明確にしなければならない。かつては学部に本所属し、大学院の教員を兼務する形であったが、大学院重点化した大学においては教員は大学院に本所属し、学部教員を兼務する形になっている。
日本の学部は「卒業」をともなう課程である。これに対して、日本の大学院の課程は全て「修了」とされ、「卒業」とはされない。したがって、「大学院を卒業する」という表現は法的には誤ったものである。しかし通俗的には、大学院修了者は院卒者と呼ばれることが多い｡　一方で、修士あるいは博士の学位を取れずに単位のみ認定されて中退する単位取得認定中退に対し、「卒業」すると俗称することがある。
大学内においては、大学院の課程に対して、4年以上の課程または6年以上の課程を学部と呼ぶこともある。また、慣習的に○○学部の大学院という表現をすることもある。（後者の用例では「○○大学大学院○○研究科」は、○○学部の教員・施設等を母体としているものとみなされる。）

### 学部以外の教育研究上の基本となる組織
学校教育法（第85条および第100条を除く）および他の法令（教育公務員特例法（昭和24年法律第1号）および当該法令に特別の定めのあるものを除く）において、大学の学部という用語には、学校教育法第85条に規定する「学部以外の教育研究上の基本となる組織」を含むものとされている（学校教育法141条）。したがって、当該大学の教育研究上の目的を達成するため有益かつ適切である場合においては、学部以外の教育研究上の基本となる組織を置くことができる（学校教育法第85条ただし書）。
代表例として、学生が所属する学群・学域・学類と、教員が所属する学系の2つをもって、「教育研究上の基本となる組織」とする方式がある。
「学部以外の教育研究上の基本となる組織」についても、申請・届出の場面を除けば、法的には、学部と同じ扱いとなるが、厳密には学部と同一のものではない。例えば「○○学群」の課程を修めて大学を卒業した場合は、「○○学部卒業」と履歴書などに書くと不適切な記載となる。
学部以外を設置している大学は、学群制または学域制を採用し設置している。
筑波大学は大学設置当初から学部を置いたことがなく、「学群・学類、学系」制である。福島大学・桜美林大学・高知工科大学・札幌大学・宮城大学などは学部を廃止して「学群・学類、学系」制に移行した。
金沢大学・大阪府立大学・電気通信大学などは「学域・学類」制に移行した。
この他、名桜大学など、「学群・学類」制と「学部・学科」制を混在させている大学もある。
また、和洋女子大学のように学部を学群へ改称するという手続きで「学群・学類（・専修・コース）」制を導入しながらも、再び改称する手続きによって「学部・学科」制に戻した大学もある。
学群採用状況
- 学群#学群制を採用する大学・大学校一覧

学域採用状況
- 金沢大学 - 人間社会学域, 理工学域, 医薬保健学域
- 大阪府立大学 - 現代システム科学域, 工学域, 生命環境科学域, 地域保健学域
- 電気通信大学 - 情報理工学域

※学域はこの他、札幌大学、京都工芸繊維大学のように学科に変えて採用されていたり、大学院などで研究科の専攻に変えて採用されている。

## アメリカ合衆国
アメリカ合衆国の大学においては、学部段階の教育を行う部局は一つしか設置されていない場合が多く（例:ハーバード大学におけるハーバード・カレッジ）、日本の専門領域に分化した学部にあたる部局は存在しない。ただし日本人にわかりやすいように、各専攻を卒業学部として紹介することがある（例:ハーバード大学を経済学専攻で卒業→ハーバード大学経済学部卒業）。
また、分野ごとの教育研究部局（ロー・スクール、メディカル・スクールなど）は大学院レベルの教育課程しか設置されていないものが多い。日本語ではこれらを法学部、医学部などと訳すこともある。

## 韓国
韓国の4年制以上の大学（大学校）においては、日本の学部に相当する部局を大学という。
例えば、ソウル大学校医学部は、すなわちソウル大学校医科大学であり、ソウル大学校経営学部はすなわちソウル大学経営大学となる。
韓国史において「学部」とは、大韓帝国の学事を担当する役所で、その前身は1894年（高宗31年）の甲午改革により礼曹を改組した「学務衙門」であった。

## 中華圏
中華人民共和国や中華民国など中華圏の総合大学においては学部に相当する部局を学院（School）という。ただしこれは学部レベルの課程（中国語: 本科）だけではなく大学院レベルの教育課程をも包含している。